# (4999) MPC
(4999) MPC (1987 CJ) – planetoida z pasa głównego asteroid okrążająca Słońce w ciągu 5 lat i 86 dni w średniej odległości 3,01 j.a. Została odkryta 2 lutego 1987 roku w Obserwatorium La Silla należącym do ESO przez Erica Elsta. Nazwa planetoidy pochodzi od angielskiego skrótu Minor Planet Center, organizacji powołanej w celu katalogowania odkrywanych planetoid i komet.